# Peter Friis Johansson
Peter Friis Johansson, född 1983, är en svensk pianist. 
Friis Johansson började spela piano vid nio års ålder. Sina högskolestudier har han genomfört vid Kungliga Musikhögskolan i Stockholm. Han har tagit kandidatexamen vid högskolans avdelning på Edsbergs slott med Mats Widlund som pedagog, samt masterexamen 2007 efter studier för Anders Kilström och Staffan Scheja. Sedan 2008 arbetar Friis Johansson med den ryske pianisten Konstantin Bogino samt Kilström som sina mentorer.
Han gjorde sin första recital vid 17 års ålder. För sitt framförande av Sjostakovitjs första pianokonsert vann Friis Johansson tävlingen Unga solister 2007 och erhöll därmed Solofonipriset. Han har framträtt med bland andra Gävle och Helsingborgs symfoniorkestrar och har gjort en rad TV- samt radioinspelningar. År 2008 vann han Yamahas pianotävling[källa behövs] samt fick andra pris i Nordisk Pianotävling. Han är årets P2-artist i Sveriges Radio 2009 och 2010.
Utöver sin solistiska verksamhet är Friis Johansson aktiv som kammarmusiker. Han samarbetar med bland andra klarinettisten Emil Jonason samt cellisterna Andreas Brantelid och Jakob Koranyi. Tillsammans med sistnämnde spelade han under hösten 2006 in sin första skiva för Caprice Records och genomförde en efterföljande rikstäckande lanseringsturné i samarbete med Rikskonserter.
Peter Friis Johansson har uruppfört verk av bland andra Wolfgang Plagge, Jesper Nordin och Christofer Elgh. Han är en av de drivande krafterna i ensemblen NordicFusion6, som ser som sitt primära mål att utforska gränserna mellan notbunden konstmusik och experimentell kontemporär improvisation.
Peter Friis Johansson vann Alaska Piano e-Competition i Fairbanks i konkurrens med ett 30-tal andra internationellt erkända lovande unga pianister. Juli 2014

### Webbsidor
- Peter Friis Johanssons hemsida.